# Johannes Nitsche

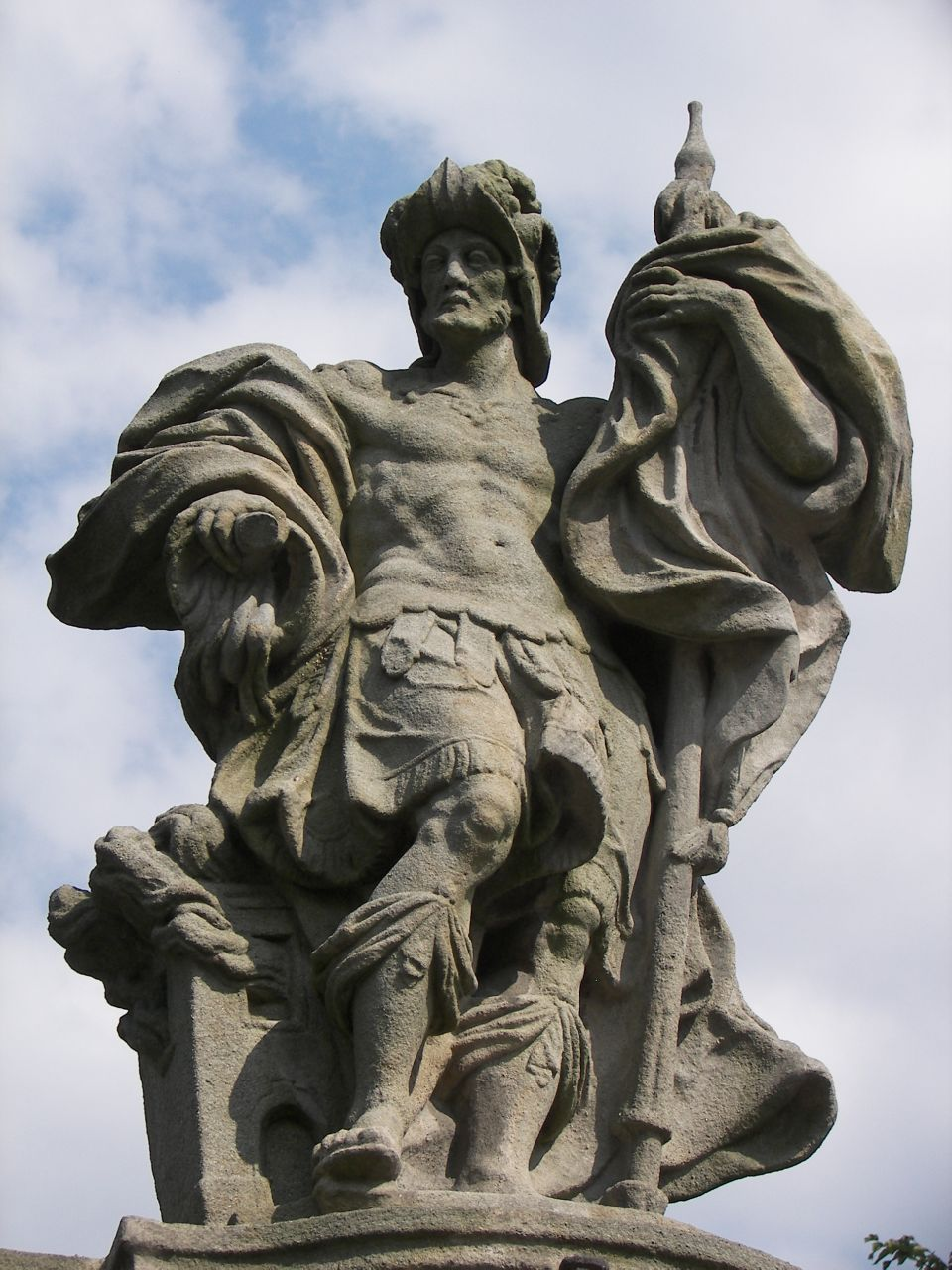
Johannes Nitsche, statua św. Floriana w Polskiej Cerekwi (piaskowiec), 1780

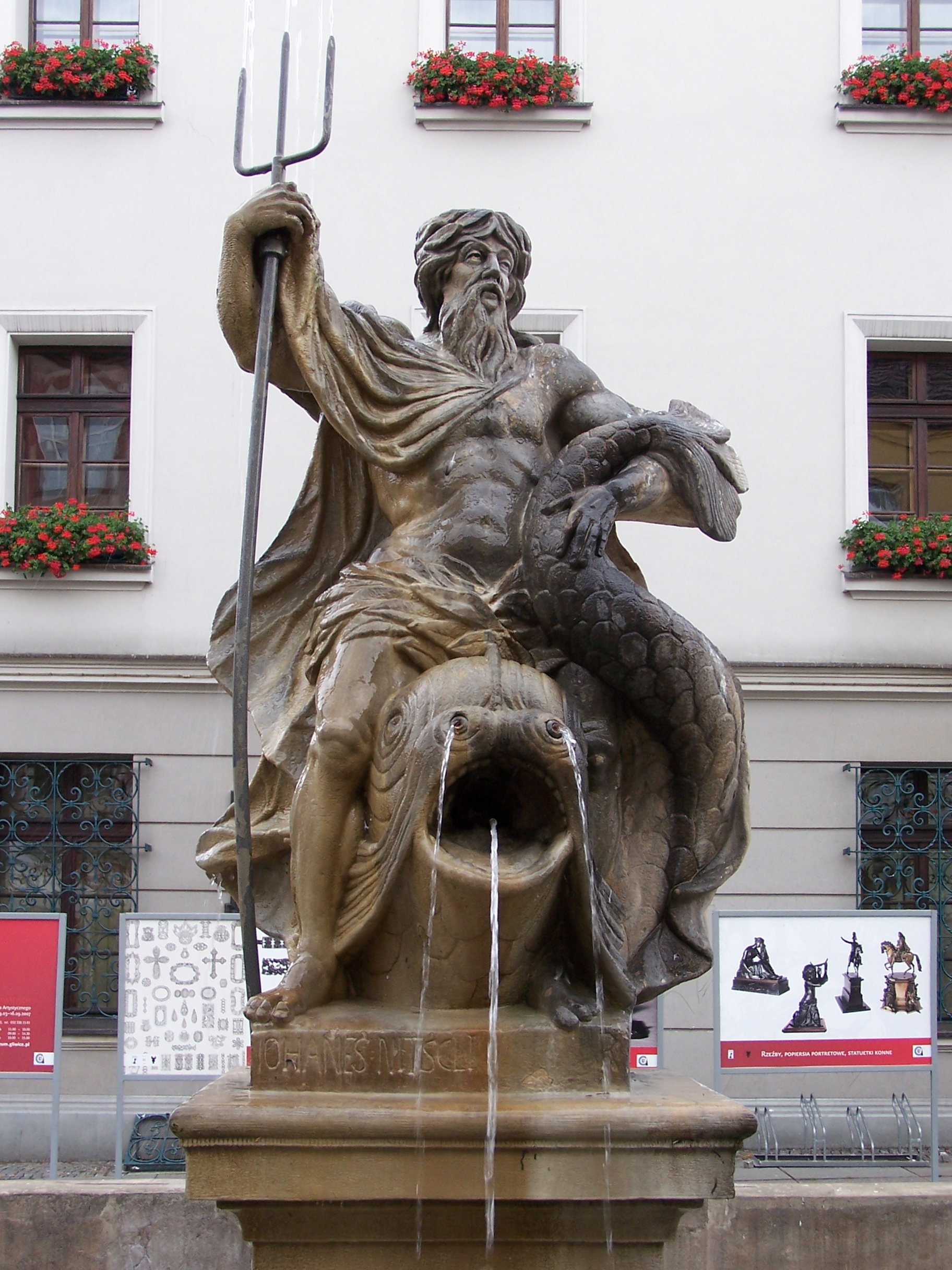
Johannes Nitsche, fontanna z Neptunem w Gliwicach, 1794

Johannes Nitsche (ur. w Opawie prawdopodobnie w 1740, zm. 15 lutego 1830) – rzeźbiarz okresu baroku czynny na Górnym Śląsku na przełomie XVIII i XIX wieku.

## Życiorys
Był synem rzeźbiarza Antona Nitschego urodzonego w Lewinie w 1706 (zm. 1763). Matką była Katarzyna Roth (zm. 1826), z którą Anton ożenił się jako wdową 26 sierpnia 1739.
Żoną artysty była Teresa (1770-1841). W 1801 r. zakupił dom w Opawie, a w 1814 wymieniony został jako opawski mieszczanin.
Rzeźbiarz przybył do pruskiej części Górnego Śląska ściągnięty tu przez hrabiego Antoniego (Antona) von Gaschina, który tak jak i on urodzony był w Opawie. Na jego i jego rodziny zlecenie Nitsche wykonał tu większość prac. Jako materiału używał głównie piaskowca z mikołowskich kamieniołomów.

## Prace

### Prace w kamieniu
- Figura św. Jana Nepomucena w Wielkich Goszczycach, warsztat.
- Figura św. Jana Nepomucena w Krowiarkach, warsztat.
- Dwie figury: św. Florian i św. Barbara w Polskiej Cerekwi, obecnie przed kościołem parafialnym, 1780.
- Tablica herbowa rodziny von Gaschin na ścianie kaplicy Gradusów, czyli Świętych Schodów kalwarii na Górze św. Anny, 1781.
- Fontanna dla Krapkowic, 1783, nie istnieje.
- Epitafium hrabiego Antona von Gaschin z całopostaciową płaskorzeźbą zleceniodawcy na ścianie kaplicy kalwaryjskiej św. Marii Magdaleny na Górze św. Anny, 1785.
- Dwie figury w kaplicy św. Weroniki w kalwarii na Górze św. Anny, 1785, nie istnieją.
- Prace renowacyjne przy Kolumnie Maryjnej w Raciborzu, 1791.
- Fontanna Neptuna w Gliwicach, 1794.
- Figura św. Jana Nepomucena w Gliwicach przed kościołem ormiańskim, 1794.
- Figura Neptuna w Opawie, przed 1800[2].
- Figura św. Jana Nepomucena w Żyrowej, obecnie na ścianie prezbiterium kościoła parafialnego[3], przełom XVIII i XIX wieku,
- Figura Neptuna w Karniowie, lata 90. XVIII w.[4]
- Statua Neptuna w morawskich Dworcach.

### Prace w drewnie
- Figury nadnaturalnej wielkości św. Pawła i św. Jana Ewangelisty (?) na fasadzie kościoła parafialnego w Wielkich Goszczycach, lata 80. XVIII wieku.
- Prace snycerskie w kościele św. Ducha w Opawie, 1793.
- Prace snycerskie w kościele św. Mikołaja w Bielsku, 1810-1812.
- Ołtarz i ambona w kościele św. Ducha, dominikanek w Raciborzu, pocz. XIX w.
- Prace snycerskie w kościele św. Apostołów Piotra i Pawła w Grodźcu nad Morawicą, 1829.